# Karl Ausserer
Karl Ausserer, též Karl Äußerer (23. září 1844 Bolzano – 5. října 1920 Seis), byl rakouský politik německé národnosti, v 2. polovině 19. století poslanec Říšské rady ze Štýrska.

## Biografie
Působil jako statkář v Sevnici (Lichtenwald). V 80. letech 19. století byl poslancem Štýrského zemského sněmu.
Působil i jako poslanec Říšské rady (celostátního parlamentu Předlitavska), kam usedl ve volbách roku 1885 za kurii městskou ve Štýrsku, obvod Maribor, Slovenska Bistrica atd. Rezignace byla oznámena na schůzi 30. ledna 1889. Ve volebním období 1885–1891 se uvádí jako Dr. Karl Ausserer, statkář, bytem Lichtenwald.
Na Říšské radě se po volbách roku 1885 uvádí jako člen poslaneckého klubu Sjednocené levice, do kterého se spojilo několik ústavověrných proudů.